# West Kameng
Der Distrikt West Kameng ist ein Distrikt im indischen Bundesstaat Arunachal Pradesh. Sitz der Distriktverwaltung ist Bomdila. Der zugehörige Hierarchische Administrative Subdivision-Code (HASC) lautet: IN.AR.WK.

## Geschichte
Das Gebiet stand jahrhundertelang nominell unter tibetischer Herrschaft. Die McMahon-Linie schlug das Gebiet Britisch-Indien zu und es wurde von Assam aus verwaltet. Da die Chinesen die Shimla-Konvention im Jahr 1914 nicht unterschrieben hatten, betrachten sie das Gebiet als Teil Tibets (Südtibet) und somit Chinas. Die Briten und danach die Inder verwalteten das Gebiet als Teil der North-East Frontier Tracts (ab 1951 North-East Frontier Agency). Es war bis 1948 Teil des 1919 gegründeten Balipara Frontier Tracts und dieses Gebiet trug später den Namen Sela Sub Agency. Nach der Unabhängigkeit Indiens wurde diese Agency in Kameng Frontier Division umbenannt. Seit einer weiteren Umbenennung 1965 trug dieser Distrikt den Namen Kameng Distrikt. Die sich widersprechenden Gebietsansprüche führten 1962 zum Indisch-Chinesischen Grenzkrieg und der kurzzeitigen Besetzung durch die Volksrepublik China. Im Jahr 1980 spaltete sich der Distrikt Kameng in die beiden Distrikte East Kameng und West Kameng auf. Das Gebiet des heutigen Distrikts wurde Teil des Distrikts West Kameng. Der westliche Teil dieses Gebiets wurde am 6. Oktober 1984 vom Distrikt West Kameng getrennt und zum Distrikt Tawang.

## Geografie

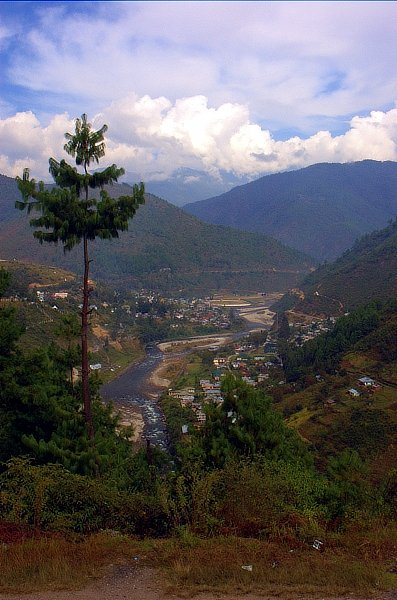
Flusstal des Dirang

Der Distrikt West Kameng liegt im Westen von Arunachal Pradesh im Vorderen Himalaya. West Kameng grenzt im Westen an Bhutan, im Nordwesten an den Distrikt Tawang, im Norden, Nordosten und Osten an den Distrikt East Kameng, im Südosten an den Distrikt Pakke-Kessang sowie im Süden an den Bundesstaat Assam (Distrikt Sonitpur). Die Fläche des Distrikts West Kameng beträgt 7422 km². Der Distrikt reicht im Norden bis zum Himalaya-Hauptkamm unweit der Grenze zu Tibet. Der Fluss Kameng durchfließt den äußersten Südosten des Distrikts. Er entwässert über seinen rechten Nebenfluss Bichom den Großteil von West Kameng. Im äußersten Süden erstreckt sich das Tiefland von Assam. Die Höhen im Distrikt variieren zwischen 198 m und 4180 m. Das ganze Gebiet ist bewaldetes Bergland mit Ausnahme der Täler von Bichom, Dirang, Tammaphu und Tenga. Die beiden Schutzgebiete Eagle Nest WLS und Sessa Orchid WLS liegen gänzlich auf dem Boden des Distrikts.

## Bevölkerung

### Übersicht
Nach der Volkszählung 2011 hat der Distrikt West Kameng 83.947 Einwohner. Bei 12 Einwohnern pro Quadratkilometer ist der Distrikt nur dünn besiedelt. Die Bevölkerungsentwicklung ist typisch für Indien. Zwischen 2001 und 2011 stieg die Einwohnerzahl um 12,5 Prozent. Der Distrikt ist deutlich ländlich geprägt und hat eine unterdurchschnittliche Alphabetisierung. Es gibt keine Dalits (scheduled castes), aber sehr viele Angehörige der anerkannten Stammesgemeinschaften (scheduled tribes).

### Bevölkerungsentwicklung
Wie überall in Indien wächst die Einwohnerzahl im Distrikt West Kameng seit Jahrzehnten stark an. Die Zunahme betrug in den Jahren 2001–2011 rund 13 Prozent (12,53 %). In diesen zehn Jahren nahm die Bevölkerung um mehr als 9300 Menschen zu. Die genauen Zahlen verdeutlicht folgende Tabelle:

### Bedeutende Orte
Im Distrikt gibt es nur drei Orte, die als Städte (town oder census town) gelten. Deshalb ist der Anteil der städtischen Bevölkerung im Distrikt tief. Denn nur 15.932 der 83.947 Einwohner oder 18,98 % leben in städtischen Gebieten.

### Bevölkerung des Distrikts nach Geschlecht
Der Distrikt hatte immer mehr männliche wie weibliche Einwohner. Dies ist typisch für weite Gebiete Indiens. Der Anteil der männlichen Bevölkerung liegt aber deutlich über dem indischen Durchschnitt. Dies aufgrund der starken Zuwanderung. Die Verteilung der Geschlechter sieht wie folgt aus:
| Verteilung der Bevölkerung nach Geschlecht im Distrikt West Kameng |                   |                   |                   |                   |                   |                   |                   |                   |                   |                   |                   |                   |
|                                                                    | Volkszählung 1961 | Volkszählung 1961 | Volkszählung 1971 | Volkszählung 1971 | Volkszählung 1981 | Volkszählung 1981 | Volkszählung 1991 | Volkszählung 1991 | Volkszählung 2001 | Volkszählung 2001 | Volkszählung 2011 | Volkszählung 2011 |
| Anzahl                                                             | Anteil            | Anzahl            | Anteil            | Anzahl            | Anteil            | Anzahl            | Anteil            | Anzahl            | Anteil            | Anzahl            | Anteil            |                   |
| GESAMT                                                             | 26.872            | 100 %             | 32.113            | 100 %             | 41.567            | 100 %             | 56.421            | 100 %             | 74.599            | 100 %             | 83.947            | 100 %             |
| Männer                                                             | 16.945            | 63,06 %           | 19.329            | 60,19 %           | 22.670            | 54,54 %           | 30.966            | 54,88 %           | 42.542            | 57,03 %           | 46.155            | 54,98 %           |
| Frauen                                                             | 9927              | 36,94 %           | 12.784            | 39,81 %           | 18.897            | 45,46 %           | 25.455            | 45,12 %           | 32.057            | 42,97 %           | 37.792            | 45,02 %           |

### Volksgruppen
In Indien teilt man die Bevölkerung in die drei Kategorien general population, scheduled castes und scheduled tribes ein. Die scheduled castes (anerkannte Kasten) mit (2011) 0 Menschen (0,00 Prozent der Bevölkerung) werden heutzutage Dalit genannt (früher auch abschätzig Unberührbare betitelt). Die scheduled tribes sind die anerkannten Stammesgemeinschaften mit (2011) 46.380 Menschen (55,25 Prozent der Bevölkerung), die sich selber als Adivasi bezeichnen. Zu ihnen gehören in Arunachal Pradesh 104 Volksgruppen. Die mitgliederreichsten anerkannten Stammesgemeinschaften sind die Monpa (14.756 Personen oder 17,58 % Bevölkerungsanteil), Dirang Monpa (7117 Personen oder 8,48 %), Aka (6718 Personen oder 8,00 %), Miji (6385 Personen oder 7,61 %), Sherdukpen (3239 Personen oder 3,86 %), Lish Monpa (2228 Personen oder 2,65 %) und Khowa/Bugun (1417 Personen oder 1,69 %). Die höchsten Anteile erreichen die Mitglieder der anerkannten Stammesgemeinschaften in den Circles Nafra, Thembang und Thrizino, wo sie jeweils mehr als 88 % der Bevölkerung stellen.

### Bevölkerung des Distrikts nach Sprachen
Vorbemerkung: Obwohl bei der indischen Volkszählung mehr als tausend Sprachen und Dialekte registriert werden, machten bei der Volkszählung 2011 15.644 Person oder 18,64 % der Distriktsbevölkerung keine Angaben zu ihrer Muttersprache. Der Anteil der Personen mit unbekannter Sprache ist in den Circles Bhalukpong (24,10 %), Jamiri (36,55 %), Kamengbari-Doimara (16,46 %), Nafra (87,28 %) und Thrizino (89,06 %) besonders hoch.
Der Distrikt ist sprachlich sehr durchmischt. Etwa vierzig Prozent der Bevölkerung spricht eine tibetobirmanische Sprache. Die weitverbreitetsten Sprachgruppen dieser Sprachfamilie stellen die Bhotia (Denjongka) mit 25.078 Personen oder 29,87 % der Einwohnerschaft, Monpa, Adi (mit Adi, Talgalo und Gallong; 2005 Personen oder 2,39 %), Nissi/Dafla (mit Nissi/Dafla und Apatani; 1985 Personen oder 2,36 %) und Tibetisch (1382 Personen oder 1,65 %). Bhotia (Denjongka) ist in den fünf Circles Bomdilla, Dirang, Kalaktang, Shergaon und Thembang die gebräuchlichste Muttersprache. Der Circle Balemu ist das Heimatland des Monpa. Dort ist die Sprache mit 445 Muttersprachlern oder 54,53 % der Bevölkerung in der Mehrheit. Zahlreiche Monpasprachige leben in den Circles Dirang (896 Personen), Singchung (331 Personen) und Bhalukpong (222 Personen).
Eine bedeutende Minderheit von rund 35 % der Einwohnerschaft stellen Menschen mit indoarischen Sprachen. Die Sprachgruppen Nepali, Hindi (mit Hindi und Bhojpuri; 8252 Personen oder 9,83 %), Assami (3500 Personen oder 4,17 %) und Bengali (3053 Personen oder 3,64 %) sind die stärksten Sprachgruppen der indoarischen Sprachen. Alle Menschen mit indoarischen Sprachen sind Zugewanderte aus anderen Teilen Indiens oder Nepal. In den Circles Jamiri, Rupa und Singchung sind die Zuwanderersprachen in der Mehrheit. In den beiden Circles Nafra und Thrizino ist eine Aufteilung wegen der hohen Zahl an Personen unbekannter Muttersprache nicht möglich. Die Verteilung der Einzelsprachen sieht wie folgt aus:
| Jahr                                   | Bhotia | Bhotia  | Nepali | Nepali  | Hindi | Hindi  | Assami | Assami | Bengali | Bengali | Monpa | Monpa  | Bhojpuri | Bhojpuri | Nissi/Dafla | Nissi/Dafla | Gesamt | Gesamt   |
| Jahr                                   | Zahl   | %       | Zahl   | %       | Zahl  | %      | Zahl   | %      | Zahl    | %       | Zahl  | %      | Zahl     | %        | Zahl        | %           | Zahl   | %        |
| -------------------------------------- | ------ | ------- | ------ | ------- | ----- | ------ | ------ | ------ | ------- | ------- | ----- | ------ | -------- | -------- | ----------- | ----------- | ------ | -------- |
| 2011                                   | 25.070 | 29,86 % | 14.333 | 17,07 % | 5797  | 6,91 % | 3487   | 4,15 % | 3038    | 3,62 %  | 2728  | 3,25 % | 1801     | 2,15 %   | 1430        | 1,70 %      | 83.947 | 100,00 % |
| Quelle: Ergebnis der Volkszählung 2011 |        |         |        |         |       |        |        |        |         |         |       |        |          |          |             |             |        |          |

### Bevölkerung des Distrikts nach Bekenntnissen
Der Distrikt ist religiös gemischt. Die Buddhisten als stärkste Glaubensgemeinschaften sind überwiegend Monpa, Bhotia und Tibeter. Unter den zahlreichen Zugewanderten dominieren die Hindus (Nepalesen, Assamesen, Bengalen, Hindustanis). Ein Teil der einheimischen Volksgruppen praktiziert noch ihre Ethnischen Religionen, ein anderer Teil ist in den letzten Jahrzehnten zum Christentum übergetreten.
Die Buddhisten sind in den Circles Balemu (59,44 %), Dirang (76,21 %), Kalaktang (75,72 %), Rupa (50,81 %), Shergaon (62,72 %) und Thembang (93,85 %) in der Mehrheit. Im Circle Bomdila (47,65 %) sind sie ebenfalls die stärkste Glaubensgemeinschaft. Die Hochburgen der Hindus sind die Circles Bhalukpong (54,62 %), Jamiri (64,71 %), Kamengbari-Doimara (57,28 %) und Singchung (65,89 %). Die Ethnischen Religionen sind erreichen nur in den Circles Nafra (33,51 %) und Thrizino (24,43 %) hohe Bevölkerungsanteile. Das Christentum ist am stärksten in den Circles Bhalukpong (23,78 %), Kamengbari-Doimara (22,15 %), Nafra (24,07 %) und Thrizino (31,81 %) vertreten. Alle anderen Religionsgemeinschaften sind unbedeutende Minderheiten. Die genaue religiöse Zusammensetzung der Bevölkerung zeigt folgende Tabelle:
| Jahr                                   | Buddhisten | Buddhisten | Christen | Christen | Hindus | Hindus  | Jainas | Jainas | Muslime | Muslime | Sikhs | Sikhs  | Andere | Andere | keine Angaben | keine Angaben | Gesamt | Gesamt   |
| Jahr                                   | Zahl       | %          | Zahl     | %        | Zahl   | %       | Zahl   | %      | Zahl    | %       | Zahl  | %      | Zahl   | %      | Zahl          | %             | Zahl   | %        |
| -------------------------------------- | ---------- | ---------- | -------- | -------- | ------ | ------- | ------ | ------ | ------- | ------- | ----- | ------ | ------ | ------ | ------------- | ------------- | ------ | -------- |
| 2011                                   | 36.087     | 42,99 %    | 8466     | 10,08 %  | 31.265 | 37,24 % | 71     | 0,08 % | 1970    | 2,35 %  | 328   | 0,39 % | 5556   | 6,62 % | 204           | 0,24 %        | 83.947 | 100,00 % |
| Quelle: Ergebnis der Volkszählung 2011 |            |            |          |          |        |         |        |        |         |         |       |        |        |        |               |               |        |          |

## Bildung
Trotz bedeutender Anstrengungen ist das Ziel der vollständigen Alphabetisierung noch weit entfernt. Es bestehen starke Unterschiede bei der Alphabetisierung zwischen den Geschlechtern und der Stadtbevölkerung und der Einwohnerschaft auf dem Land. Während 5 von 6 männlichen Personen unter der Stadtbevölkerung lesen und schreiben können, liegt die Alphabetisierung der weiblichen Landbevölkerung bei 5 von 9 Personen. Den Stand der Alphabetisierung zeigt die folgende Tabelle:
| Alphabetisierung im Distrikt West Kameng |                   |                   |
| Einheit                                  | Volkszählung 2011 | Volkszählung 2011 |
| Einheit                                  | Anzahl            | Anteil            |
| GESAMT                                   | 48.492            | 67,07 %           |
| Männer                                   | 29.566            | 73,45 %           |
| Frauen                                   | 18.926            | 59,05 %           |
| STADT GESAMT                             | 11.029            | 78,21 %           |
| Stadt-Männer                             | 6213              | 83,58 %           |
| Stadt-Frauen                             | 4816              | 72,24 %           |
| LAND GESAMT                              | 37.463            | 64,37 %           |
| Land-Männer                              | 23.353            | 71,15 %           |
| Land-Frauen                              | 14.110            | 55,59 %           |
| Quelle: Ergebnis der Volkszählung 2011   |                   |                   |

## Verwaltungsgliederung
West Kameng besteht aus 5 Sub-Divisionen (Bomdila, Rupa, Thrizino, Singchung und Dirang) und 14 Circles.